# Ziołomirek stepowy
Ziołomirek stepowy (Donus nidensis) – skrajnie rzadki chrząszcz z rodziny ryjkowcowatych. Znany z trzech stanowisk na świecie. W Polsce występuje wyłącznie na terenie rezerwatu przyrody Przęślin w Chotlu Czerwonym, w województwie świętokrzyskim. Odszukano go także w dwóch miejscach w zachodniej Ukrainie.
Jest gatunkiem stepowym, a stanowisko w Polsce ma prawdopodobnie charakter reliktowy. W rezerwacie Przęślin zamieszkuje on kserotermiczną murawę porastającą zbocza wzgórza gipsowego.